# جاك بانون
جاك بانون (بالإنجليزية: Jack Bannon)‏ هو ممثل أمريكي، ولد في 14 يونيو 1940 في لوس أنجلوس في الولايات المتحدة، وتوفي في 25 أكتوبر 2017 في كويور دي أليني في الولايات المتحدة.

## أعمال

### مسلسلات
- ديناستي

## وصلات خارجية
- جاك بانون على موقع IMDb (الإنجليزية)
- جاك بانون على موقع روتن توميتوز (الإنجليزية)
- جاك بانون على موقع ألو سيني (الفرنسية)
- جاك بانون على موقع أول موفي (الإنجليزية)
- جاك بانون على موقع قاعدة بيانات الأفلام السويدية (السويدية)
- جاك بانون على موقع إن إن دي بي (الإنجليزية)
- جاك بانون على موقع قاعدة بيانات الفيلم (الإنجليزية)
- جاك بانون على موقع كينوبويسك (الروسية)
- جاك بانون على موقع كينوبويسك (الروسية)